# Монтегю, Джон, 2-й герцог Монтегю
Сэр Джон Монтегю (29 марта 1690 — 5 июля 1749) — британский аристократ, государственный и военный деятель, виконт Монтермер (1690—1705), маркиз Монтермер (1705—1709), 2-й герцог Монтегю (1709—1749), лорд-лейтенант Нортгемптоншира и Уорикшира (1715—1749), великий мастер Первой великой ложи Англии (1721—1722), генерал-фельдцейхмейстер (1740—1742, 1742—1749), первый великий магистр Ордена Бани (1725—1749).

## Биография
Единственный сын Ральфа Монтегю (1638—1709), 1-го герцога Монтегю (1705—1709), и его первой жены Элизабет Ризли (1646—1690), дочери Томаса Ризли, 4-го графа Саутгемптона, и леди Элизабет Ли.
При жизни отца носил титулы виконта и маркиза Монтермара. Совершил гранд-тур по Европе вместе с Пьером Сильвестром. 9 марта 1709 года после смерти своего отца Ральфа Монтегю Джон Монтегю унаследовал титул герцога Монтегю.
29 октября 1717 года он был зачислен в Королевскую коллегию врачей. 31 марта 1719 года Джон Монтегю был награждён орденом Подвязки. С 27 мая 1725 года — кавалер Ордена Бани и научный сотрудник Королевского общества. В 1721-1722 годах он занимал должность великого мастера Первой великой ложи Англии.
22 июля 1722 года король Великобритании Георг I назначил его губернатором островов Сент-Люсия и Сент-Винсент в Вест-Индии.
В 1739 году в Лондоне был построен первый воспитательный дом для детей-беспризорников. Герцог Монтегю был сторонником постройки такого дома для беспризорников и оказал финансовую помощь при строительстве. Он также финансировал обучение двух чернокожих британцев Игнатиуса Санчо и Фрэнсиса Уильямса в Кембриджском университете.
В 1745 году Джон Монтегю создал кавалерийский карабинерский полк Монтегю, который был расформирован после битвы при Каллодене (1746).
Герцог Джон Монтегю построил загородный дворец Ботон-хаус около Эддингтона в графстве Нортгемптоншир. Этот дворец стал миниатюрной копией Версаля. Сейчас Дворец Ботон-Хауз принадлежит семье герцогов Баклю. После смерти герцога его резиденция Монтегю-хаус в лондонском районе Блумсбери стала резиденцией Британского музея, впервые открывшегося в 1759 году, где на протяжении многих лет проводятся выставки национальных коллекций.

## Семья и дети
17 марта 1705 года Джон Монтегю женился на леди Мэри Черчилль (1689—1729), дочери Джона Черчилля, 1-го герцога Мальборо, и Сары Дженнингс. У супругов было пять детей:
- Изабелла Монтегю (ум. 20 декабря 1786), 1-й муж с 1723 года — Уильям Монтегю (1700—1739), 2-й герцог Манчестер (1722—1739), 2-й муж с 1743 года — Эдвард Хасси-Монтегю (1721—1802), 1-й граф Болье (1784—1802)
- Джон Монтегю (1706—1711)
- Джордж Монтегю (умер в младенчестве)
- Мария Монтегю (ок. 1711 — 1 мая 1775), муж с 1730 года — Джордж Браднелл (1712—1790), 4-й граф Кардиган (1732—1790), 1-й герцог Монтегю (1766—1790) и барон Монтегю (1786—1790)
- Эдвард Монтегю (27 декабря 1725 — май 1727)

## Преемственность
Все сыновья Джона Монтегю скончались еще при его жизни. После смерти герцога Монтегю в 1749 году его мужская линия угасла. Его поместья унаследовала младшая дочь Мария, жена Джорджа Бранделла, 4-го графа Кардигана, который в 1766 году принял фамилию Монтегю и стал 1-м герцогом Монтегю (вторая креация). В 1790 году Джордж Бранделл-Монтегю скончался, не оставив наследников мужского пола. Его единственный сын Джон Монтегю (1735—1770), барон Монтегю (с 1762), скончался при жизни отца. А его дочь Элизабет Монтегю (1743—1827) в 1767 году вышла замуж за Генри Скотта (1746—1812), 3-го герцог Баклю и 5-го герцога Куинсберри, который таким образом приобрел имущество герцогов Монтегю.

## Награды
| Страна         | Дата          | Награда                             | Награда                | Литеры |
| -------------- | ------------- | ----------------------------------- | ---------------------- | ------ |
| Англия         | 31 марта 1719 | Рыцарь ордена Подвязки              | Рыцарь ордена Подвязки | KG     |
| Великобритания |               | Великий мастер (первый в должности) | ордена Бани            |        |
| Великобритания | 27 мая 1725   | Рыцарь                              | ордена Бани            | KB     |